# Johann Matthias Schröckh
Johann Matthias Schröckh (Vienna, 26 luglio 1733 – Wittenberg, 1º agosto 1808) è stato uno storico delle religioni austriaco naturalizzato tedesco.

## Biografia
Era il nipote di Matthias Bel (1684-1749). Nel 1751 iniziò gli studi presso l'Università di Gottinga, dove ebbe come istruttori, lo storico delle religioni Johann Lorenz von Mosheim (1693-1755) e l'orientalista Johann David Michaelis (1717-1791). Continuò la sua formazione presso l'Università di Lipsia, conseguendo la laurea nel 1755. Durante l'anno successivo conseguì la sua abilitazione e nel 1762 diventò un professore associato di filosofia. Successivamente si trasferì presso l'Università di Wittenberg, dove nel 1775 fu nominato professore di storia.
Conosciuto per le sue produzioni letterarie, Schröckh fu autore di acclamate opere che riguardano la storia universale, la storia della chiesa, i libri di storia per i bambini, gli studi biografici, ecc.
Il suo lavoro principale comprese un'opera composta da 35 volumi di Christliche Kirchengeschichte (storia della Chiesa cristiana, 1768-1803) e il sequel Christliche Kirchengeschichte seit der Reformation (storia della Chiesa cristiana dopo la Riforma 1804-1812, 10 volumi), mentre gli ultimi due volumi sono stati scritti da Heinrich Gottlieb Tzschirner (1778-1828).

## Opere principali
- Abbildungen und Lebensbeschreibungen berühmter Gelehrten, 1764
- Lehrbuch der allgemeinen Weltgeschichte zum Gebrauche bei dem ersten Unterrichte der Jugend, 1774
- Historia religionis et ecclesiae christianae, 1777
- Allgemeine Weltgeschichte für Kinder, 1779-1784
- Einleitung zur Universalhistorie: Umarbeitung von Hilmar Curas, 1757
- Christliche Kirchengeschichte; 35 volumi, 1768–1803
- Christliche Kirchengeschichte seit der Reformation; con HG Tzschirner, 1804–1812.